# 陈熙琛
陈熙琛（1932年—），男，原籍辽宁营口，生于黑龙江哈尔滨，中国金属物理学家，曾任中国科学院物理研究所研究员、博士生导师。